# Trimma necopina
Trimma necopina är en fiskart som först beskrevs av Whitley, 1959.  Trimma necopina ingår i släktet Trimma och familjen smörbultsfiskar. Inga underarter finns listade i Catalogue of Life.